# کوئنتین کوآیر
کوئنتین کوآیر (به انگلیسی: Quentin Quire) که تحت عنوان کید امگا نیز شناخته می‌شود، یک شخصیت خیالی در کتاب‌های کامیک منتشر شده توسط مارول کامیکس است، که اغلب با مجموعه مردان ایکس در ارتباط است. این شخصیت توسط نویسنده گرنت موریسون و طراح فرانک کوآیتلی خلق شده‌است؛ که برای اولین بار در شمارهٔ ۱۳۴ از مجموعه کمیک مردان-ایکس جدید (ژانویه ۲۰۰۳) حضور پیدا کرد.